# Kike Riascos
Carlos Enrique Riascos Castillo (Guapi, Cauca, 29 de julio de 1988) más conocido como «Kike Riascos» y apodado «el rey de la marimba», es un marimbista y productor musical colombiano. Es integrante de la agrupación Herencia de Timbiquí y director de la fundación Palma Chonta .

## Biografía
Carlos Enrique nació en Guapi, un municipio ubicado en el Litoral pacífico Caucano. Creció escuchando la marimba de Hugo Candelario y del maestro José Antonio Torres «Gualajo». Fue así, como le pidió a su padre, Carlos Ever Riascos, una marimba de chonta, un instrumento musical de origen africano que en el Pacífico Colombiano se fabrica con la madera de la palma de chonta y que es conocido como el piano de la selva.
Sus inicios con el instrumento, fueron en la Casa de la Cultura de Guapi en 1999 de la mano de su maestro Héctor Sánchez. Años más tarde viajó a Cali para participar  en el Festival de Música del Pacífico Petronio Álvarez, en donde quedó como ganador en los años 2002 y 2007. Tras lograr esos reconocimientos, pasó a formar parte de la agrupación musical Herencia de Timbiquí en el año 2008.

## Discografía
- Tambó (Bombo Records, 2011)
- This is Gozar! (Bombo Records, 2014)

## Premios y reconocimientos destacados
- 2009 Rey de la marimba. Festival de Música del Pacífico Petronio Álvarez.
- 2011 Grabación del Año. Premios SHOCK. Álbum TAMBÓ. Colombia.
- 2013 Gaviota de Plata. Festival Internacional de la Canción Viña del Mar. Mejor Intérprete folclórico. Chile.[2]
- 2013 Condecoración Cruz Azul Simón Bolívar por el desempeño en la Cultural de Colombia. Cámara de Representantes. Senado de la Nación. República de Colombia.
- 2013 Grabación del Año. Premios SHOCK. Canción AMANECÉ. Colombia
- 2013 Afrocolombianos del Año. Periódico El Espectador[4]
- 2014 Herencia de Timbiquí entre las 100 Empresas Más Exitosas de Colombia. Revista Semana.